# 我们生活在南京
《我们生活在南京》是天瑞说符創作的一部小說，於2021年6月到2022年3月在起點中文網上連載。該作講述高中生白楊意外聯絡到未來的少女半夏，得知未來會迎來世界末日，為了阻止末日降臨，白楊所處時空的政府部門開始群策群力，最終成功改變了未來。天瑞说符憑藉該作獲得银河奖、百花文学奖和华语科幻星云奖。評論員對作品嚴謹的設定給予正面的評價。

## 故事概要
故事發生在2019年南京市，高中生白楊受到父親的影響，是一個業餘無線電愛好者。某日，白楊使用無線電台聯絡到一個自稱來自2040年的少女半夏。白楊一開始只認為對方在開玩笑，在對方的堅持下，白楊決定使用時間囊來確認對方是否說謊。白楊嘗試了好幾次，總結出傳到物品給未來的「时光慢递」理論。當半夏真的找到時間囊時，白楊意識到事情的嚴重性，因為半夏所處的未來是末日。五年之後的2024年黑月出現，無數機器人從天而降，人類滅亡。到2040年，黑月和機器人不再出現，半夏才得以四處活動。
白楊將半夏的情報分享給父親白震及父親的兩位老友，三人同樣用時間囊確認後，決定利用人脈聯絡政府部門，在政府支持下成立救世組織，調動各方資源，給未來的半夏支援，協助半夏找出末日降臨的原因。眾人在多次傳導物品給未來的實驗中，再度完善了时光慢递理論。然而某次航空投送實驗，喚醒了在廢墟中沉睡的機器人，機器人開始追捕半夏。在各部門牽頭下，開啟各類救援和救世專案。有航天部門推進的航天投送計劃，將人造衛星送往月球，20年後返回地球軌道，南京市，幫助半夏避開機器人；還有多國天文台合作的超大規模甚长基线干涉测量觀察計劃，旨在早日發現「黑月」的蹤跡；還有在南京紫金山天文台和莫愁湖站下建立兩個基地，基地內置一個能獨立運作，不斷收集外界資料的人工智能（AI），留待半夏在未來匯報收集的情報。為了消滅機器人，救世組織定下了核爆機器人的方案，計劃如願消滅了南京市內追蹤半夏的機器人，但是也引起了黑月注意，大批機器人開始前往南京。半夏只能冒險前往基地回收資料，在機器人圍困之際，半夏將AI終止觀察計劃的警告傳給了救世組織。救世組織意識到外星人是因為觀察計劃才察覺到人類，於是馬上停止了該計劃。

## 創作背景
《我们生活在南京》2021年6月1日開始連載，2022年3月31日完結，全書約40萬字。天瑞说符平均每天更新千餘字，以在故事品質和連載速度中取得平衡。該作的靈感源於新海誠的動畫電影《你的名字。》，天瑞说符被電影「少年与少女在空间上远隔天涯但在命运上紧紧绑定」的主題所觸動，萌生了創作類似作品的想法。他在完成《泰坦无人声》後，就以之前的想法創作出《我们生活在南京》。作品選擇以南京市為背景，單純是「因为南京这个名字好听」，書名最後一個字為平聲，讀起來更順口。在落筆之前，天瑞说符兩度前往南京取材，參觀當地景點，了解當地風土人情和方言，還構思好角色在當地可能的行動軌跡，將故事舞台設置在南京秦淮区的梅花山庄中沁苑。
天瑞说符在動筆前已經寫好故事大綱，創作時力求內容嚴謹，翻閱了很多資料。他受到當時朋友的無線電愛好影響，將男女主角跨越時空交流的方式設定為無線電通信。作品出現的各種專業知識，如天線製作、搭建通信链路、引爆核彈等都是他現學現用。故事中跨越時空交流觸及的時間悖論問題，他沒有採用同類作品常用的平行宇宙設定應對，而是設計了一套「时光慢递」理論完善整體邏輯，使用信息论相關概念「拉大旗作虎皮」，以說服讀者。導致人類毀滅的「黑月」和收割人類的機器人「刀客」，則使用物理知識給予「合理性」。天瑞说符為了讓作品帶有真實感，更將自己也寫到劇情裡面，文中不時出現他採訪角色的節錄，讓故事中虛構的拯救行動顯得真有其事，甚至故事中每一次為拯救行動展開的航天發射時間都能與現實的對應。
角色設計方面，天瑞说符考慮到讀者以年輕人為主，以普通人為主角更方便讀者代入。主角白楊是一名普通高中生，沒有什麼特別的身世，最大的煩惱就是功課和即將到來的高考，對突如其來的事件卻能冷靜應對。天瑞说符在一次訪談中表示主角白楊「可能有一部分他本人的影子」，畢竟這是他創作出來的角色。女主角半夏早期設定是抵抗外星人的人類戰士，天瑞说符後來感覺這種設定「老套」而拋棄，改用末日倖存者的設計。天瑞说符還會在角色對話中加入一些通俗和詼諧內容，除了營造出樂觀和幽默的氣氛，也淡化了末日題材給讀者帶來的負面情緒。
2022年12月，小說實體版由中信出版社出版，全書兩冊六卷，共58萬字。

## 迴響及評價
2021年，該作獲得第32届银河奖的「最佳网络科幻小说奖」。2023年，獲得第二十屆百花文学奖的「网络文学奖」，第十四届华语科幻星云奖的「2022年度長篇小說金獎」。
該作選題和設定獲得正面的評價，武汉大学文学院何霜紫在《上海文化》撰文稱讚作者沒有使用網絡文學常用的穿越設計，而是基於科學理論虛構出「时光慢递」，這種設計正是菲利普·狄克所說的「科幻的本質」。她認為該作「实现了经典科幻概念与传统文学性叙事的完美融合」，故事以南京為背景，也很好地講述了當代「中国人生活状态和精神面貌」。中国作家协会网络文学中心的北乔稱作品對場景和角色生活細節的描述都很真實，讓讀者「身临其境」。故事以青年男女做主角，除了更方便網絡文學的主要受眾年輕人代入外，角色自身的青春朝氣也淡化了末日背景的壓抑氣氛。作品還有大量的留白，如半夏的父母和老師遭遇，最後的開放性結局等等，給與讀者思考的空間，讓讀者間有交流討論的契機，增加「读者与作品的黏性」。中国作协网络文学委员会委员桫椤認為該作的「男女主角如何克服时空冲突」的設定符合網絡文學的敘事方式，能吸引讀者跟蹤連載。讀者能在每章留言交流，也增加讀者的參與感。同時該作在滿足娛樂性之餘，男主對女主境況的同情和幫助，也帶出了人文關懷的元素，做到了「寓教于乐」。南京师范大学教授李玮評價該作是「中国版本的高中生拯救世界的故事」，硬科幻的內容配合細膩的情感，讓該作擁有一般科幻作品所沒有的「唯美风格」。
部分評論員對故事有著不同的解讀，《文学报》評論員谭天認為該作隱喻人的成長，發生末日的2024年正值主角白楊大學畢業，「從天而降的灾难即为青春终结」。半夏象徵「真挚纯粹的少年心」，敘事焦點從白楊轉到父輩「暗合一个学生走入社会的过程」。父輩從半夏一事重燃青春的激情，也代表青春的美好被成人所破壞，白楊最後也迎來成長。南开大学文学院刘佳怡在《中国图书评论》上以东浩纪的「游戏性写实主义」理論來分析該作，這套理論是以遊戲的角度敘事，「将故事复数化，让角色生命复数化，並且将死亡转化成能重新设定启动」。讀者通過玩家角色白楊，以無線電台去給非玩家角色的半夏發送任務，故事的最後，電台信號中斷也象徵這遊戲結束。白楊和半夏的行動避免了本來末日的結局，讓未來再次帶有不確定性。

## 改編作品
2023年9月，中国作协网络文学中心為《我们生活在南京》在北京召開专业研讨会，探討該作影視化方向。2024年4月18日，由路阳執導的改編同名電影《我们生活在南京》發佈概念海報。改編同名電視劇由七印象製作，預計在優酷發佈。

## 外部連結
- 小說連載官網